# Nisekoi
Nisekoi (jap. ニセコイ; dosł. „Fałszywa miłość”) – manga autorstwa Naoshiego Komiego, publikowana na łamach magazynu „Shūkan Shōnen Jump” wydawnictwa Shūeisha od listopada 2011 do sierpnia 2016. Na jej podstawie powstała light novel autorstwa Hajime Tanaki zatytułowana Nisekoi: Urabana.
W maju 2013 ogłoszono powstanie adaptacji w formie serialu anime. Seria została wyprodukowana przez studio Shaft, jej emisja trwała zaś od stycznia do maja 2014. Drugi sezon, zatytułowany Nisekoi:, był emitowany od kwietnia do czerwca 2015. Ponadto w grudniu 2018 premierę miał film live action.

## Fabuła
Raku Ichijo jest uczniem liceum, który jest spadkobiercą rodu yakuzy. Dziesięć lat temu złożył on obietnicę z pewną dziewczyną, że gdy spotkają się ponownie, wezmą razem ślub. Pamiątką po tamtym zdarzeniu jest medalion, do którego klucz posiada jego wybranka, której twarzy już nie pamięta. Pewnego dnia w drodze do szkoły spotyka dziewczynę imieniem Chitoge Kirisaki, za sprawą której tymczasowo gubi wisiorek, co skutkuje wzajemną niechęcią. Po powrocie do domu Raku dowiaduje się, że jedynym sposobem na zakończenia konfliktu z wrogim gangiem są zaręczyny z córką wrogiego przywódcy, którą okazuje się być Chitoge. W wyniku tego, przez następne trzy lata oboje muszą udawać kochającą się parę. Problemem jednak jest to, że Raku żywi uczucia do koleżanki z klasy, Kosaki Onodery, która, jak podejrzewa, może być jego sympatią z dzieciństwa.

## Bohaterowie
- Raku Ichijo (jap. 一条 楽 Ichijō Raku)

Seiyū: Kōki Uchiyama 
- Chitoge Kirisaki (jap. 桐崎 千棘 Kirisaki Chitoge)

Seiyū: Haruka Tomatsu 
- Kosaki Onodera (jap. 小野寺 小咲 Onodera Kosaki)

Seiyū: Kana Hanazawa 
- Shu Maiko (jap. 舞子 集 Maiko Shū)

Seiyū: Yūki Kaji 
- Claude (jap. クロード Kurōdo)

Seiyū: Takehito Koyasu 
- Ruri Miyamoto (jap. 宮本 るり Miyamoto Ruri)

Seiyū: Yumi Uchiyama 
- Seishiro Tsugumi (jap. 鶫 誠士郎 Tsugumi Seishirō)

Seiyū: Mikako Komatsu 
- Marika Tachibana (jap. 橘 万里花 Tachibana Marika)

Seiyū: Kana Asumi 
- Paula McCoy (jap. ポーラ・マッコイ Pōra Makkoi)

Seiyū: Manami Numakura 
- Haru Onodera (jap. 小野寺 春 Onodera Haru)

Seiyū: Ayane Sakura 
- Suzu Ayakaji (jap. 彩風 涼 Ayakaji Suzu)

Seiyū: Kotori Koiwai 
- Yui Kanakura (jap. 奏倉 羽 Kanakura Yui)

Seiyū: Yui Horie 

## Manga
Nisekoi po raz pierwszy ukazało się 8 stycznia 2011 jako manga typu one-shot w magazynie „Jump NEXT!” wydawnictwa Shūeisha. Pełnoprawna seria ukazywała się natomiast od 7 listopada 2011 do 8 sierpnia 2016 w czasopiśmie „Shūkan Shōnen Jump”. Jej rozdziały zostały zebrane w 25 tankōbonach, które zostały opublikowane nakładem wydawnictwa Shūeisha pod imprintem Jump Comics między 2 maja 2012 a 4 października 2016. Do 9. tomu, wydanego 1 listopada 2013, została dołączona drama CD.
| Nr | Data wydania (język japoński) | ISBN (język japoński)  |
| -- | ----------------------------- | ---------------------- |
| 1  | 2 maja 2012                   | ISBN 978-4-08-870454-8 |
| 2  | 4 lipca 2012                  | ISBN 978-4-08-870470-8 |
| 3  | 3 sierpnia 2012               | ISBN 978-4-08-870503-3 |
| 4  | 2 listopada 2012              | ISBN 978-4-08-870538-5 |
| 5  | 4 stycznia 2013               | ISBN 978-4-08-870602-3 |
| 6  | 4 marca 2013                  | ISBN 978-4-08-870630-6 |
| 7  | 4 czerwca 2013                | ISBN 978-4-08-870665-8 |
| 8  | 4 września 2013               | ISBN 978-4-08-870805-8 |
| 9  | 1 listopada 2013              | ISBN 978-4-08-870838-6 |
| 10 | 4 stycznia 2014               | ISBN 978-4-08-870890-4 |
| 11 | 4 marca 2014                  | ISBN 978-4-08-880026-4 |
| 12 | 2 maja 2014                   | ISBN 978-4-08-880058-5 |
| 13 | 4 sierpnia 2014               | ISBN 978-4-08-880152-0 |
| 14 | 3 października 2014           | ISBN 978-4-08-880192-6 |
| 15 | 4 grudnia 2014                | ISBN 978-4-08-880222-0 |
| 16 | 4 lutego 2015                 | ISBN 978-4-08-880303-6 |
| 17 | 3 kwietnia 2015               | ISBN 978-4-08-880330-2 |
| 18 | 4 czerwca 2015                | ISBN 978-4-08-880366-1 |
| 19 | 4 sierpnia 2015               | ISBN 978-4-08-880446-0 |
| 20 | 4 listopada 2015              | ISBN 978-4-08-880483-5 |
| 21 | 4 stycznia 2016               | ISBN 978-4-08-880580-1 |
| 22 | 4 kwietnia 2016               | ISBN 978-4-08-880650-1 |
| 23 | 3 czerwca 2016                | ISBN 978-4-08-880717-1 |
| 24 | 4 sierpnia 2016               | ISBN 978-4-08-880749-2 |
| 25 | 4 października 2016           | ISBN 978-4-08-880805-5 |

Spin-off mangi zilustrowany przez Taishiego Tsutsuia, zatytułowany Magical Pâtissier Kosaki-chan, który przedstawia postać Kosaki Onodery jako czarodziejkę, ukazywał się w magazynie internetowym „Shōnen Jump+” od 1 grudnia 2014 do 22 września 2016. Został również opublikowany w 4 tankōbonach, wydanych między 4 czerwca 2015 a 4 października 2016.
| Nr | Data wydania (język japoński) | ISBN (język japoński)  |
| -- | ----------------------------- | ---------------------- |
| 1  | 4 czerwca 2015                | ISBN 978-4-08-880401-9 |
| 2  | 4 listopada 2015              | ISBN 978-4-08-880555-9 |
| 3  | 3 czerwca 2016                | ISBN 978-4-08-880664-8 |
| 4  | 4 października 2016           | ISBN 978-4-08-880859-8 |

## Light novel
Trzytomowa light novel, zatytułowana Nisekoi: Urabana, została opublikowana nakładem wydawnictwa Shūeisha pod imprintem Jump j-Books. Seria została napisana przez Hajime Tanakę i zilustrowana przez Naoshiego Komiego.
| Nr | Data wydania (język japoński) | ISBN (język japoński)  |
| -- | ----------------------------- | ---------------------- |
| 1  | 4 czerwca 2013                | ISBN 978-4-08-703292-5 |
| 2  | 28 grudnia 2013               | ISBN 978-4-08-703307-6 |
| 3  | 3 kwietnia 2015               | ISBN 978-4-08-703355-7 |

## Anime
20-odcinkowy telewizyjny serial anime w oparciu o mangę został wyprodukowany przez firmy Aniplex, Shaft, Shūeisha i Mainichi Broadcasting System. Za reżyserię odpowiadał Akiyuki Shinbō, scenariusz napisali Shinbō oraz pracownicy studia Shaft (wymienieni jako Fuyashi Tō), postacie zaprojektował Nobuhiro Sugiyama, a muzykę skomponowali Naoki Chiba, Kakeru Ishihama i Tomoki Kikuya. Seria była emitowana w Japonii od 11 stycznia do 24 maja 2014.
Drugi sezon został zapowiedziany 1 października 2014, natomiast jego emisja trwała od 10 kwietnia do 26 czerwca 2015.

## Gra komputerowa
27 marca 2014 wydano grę komputerową na konsolę PlayStation Vita, zatytułowaną Nisekoi: Yomeiri!?. Została opracowana przez Konami i należy do gatunku powieści wizualnych.

## Film live action
Adaptacja w formie filmu live action miała premierę w japońskich kinach 21 grudnia 2018. Za reżyserię odpowiadał Hayato Kawai, sceneriusz napisali Shota Koyama i Noriaki Sugihara, a muzykę skomponował Tomoki Kikuya.